# Brad Dellenbaugh
Brad Dellenbaugh es un deportista estadounidense que compitió en vela en la clase Soling. Ganó una medalla de oro en el Campeonato Europeo de Soling de 1991.

## Palmarés internacional
| \| Campeonato Europeo[n 1] \| Campeonato Europeo[n 1] \| Campeonato Europeo[n 1] \| Campeonato Europeo[n 1] \| \| Año \| Lugar \| Medalla \| Clase \| \| ----------------------- \| ----------------------- \| ----------------------- \| ----------------------- \| \| 1991 \| Pornichet (Francia) \| Medalla de oro \| Soling \| |                     |                |        |
| Campeonato Europeo |                     |                |        |
| Año | Lugar               | Medalla        | Clase  |
| 1991 | Pornichet (Francia) | Medalla de oro | Soling |

1. ↑  En algunas ediciones del Campeonato Europeo se permitió la participación de regatistas de otros continentes.